# Surfingbräda

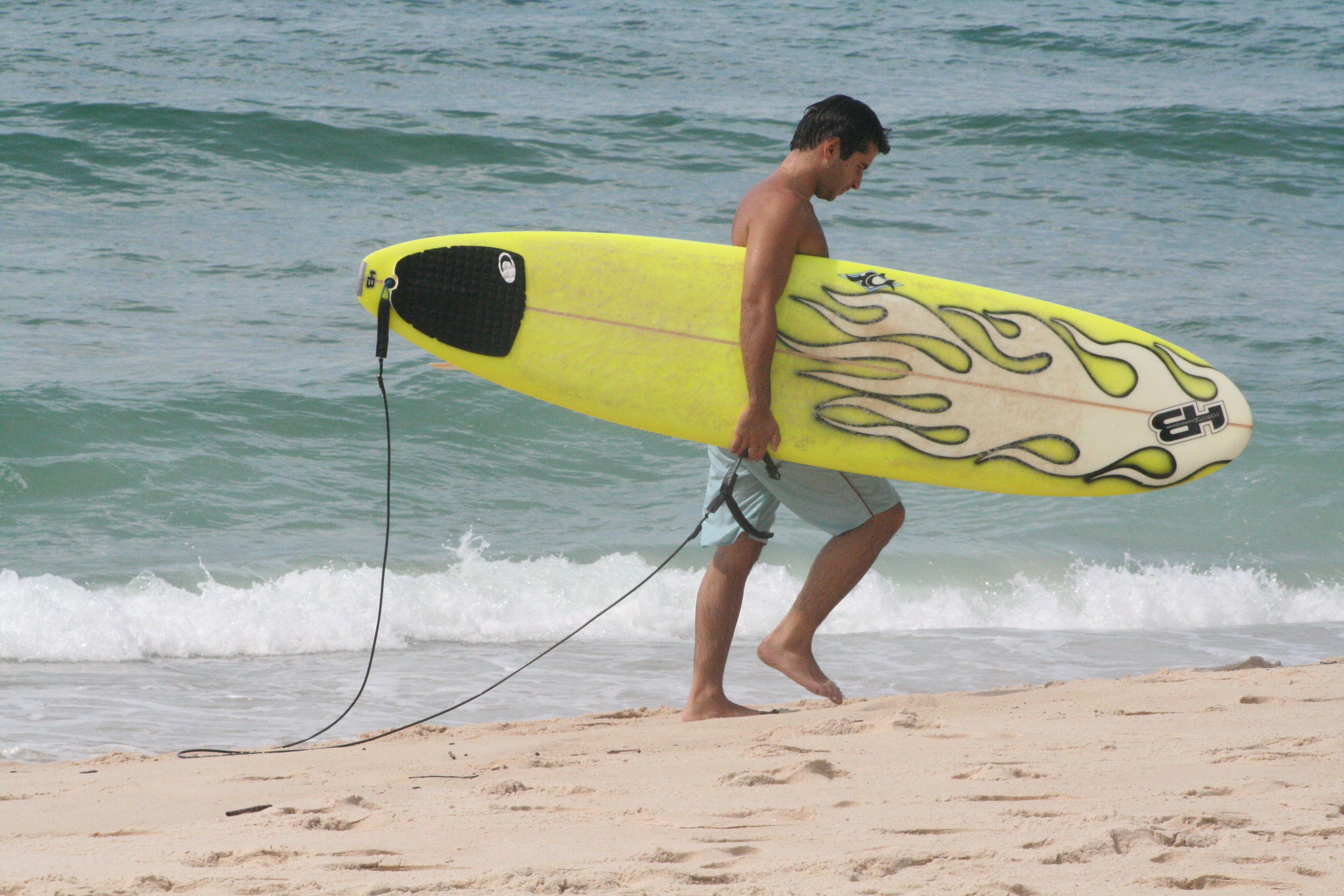
Person med surfingbräda

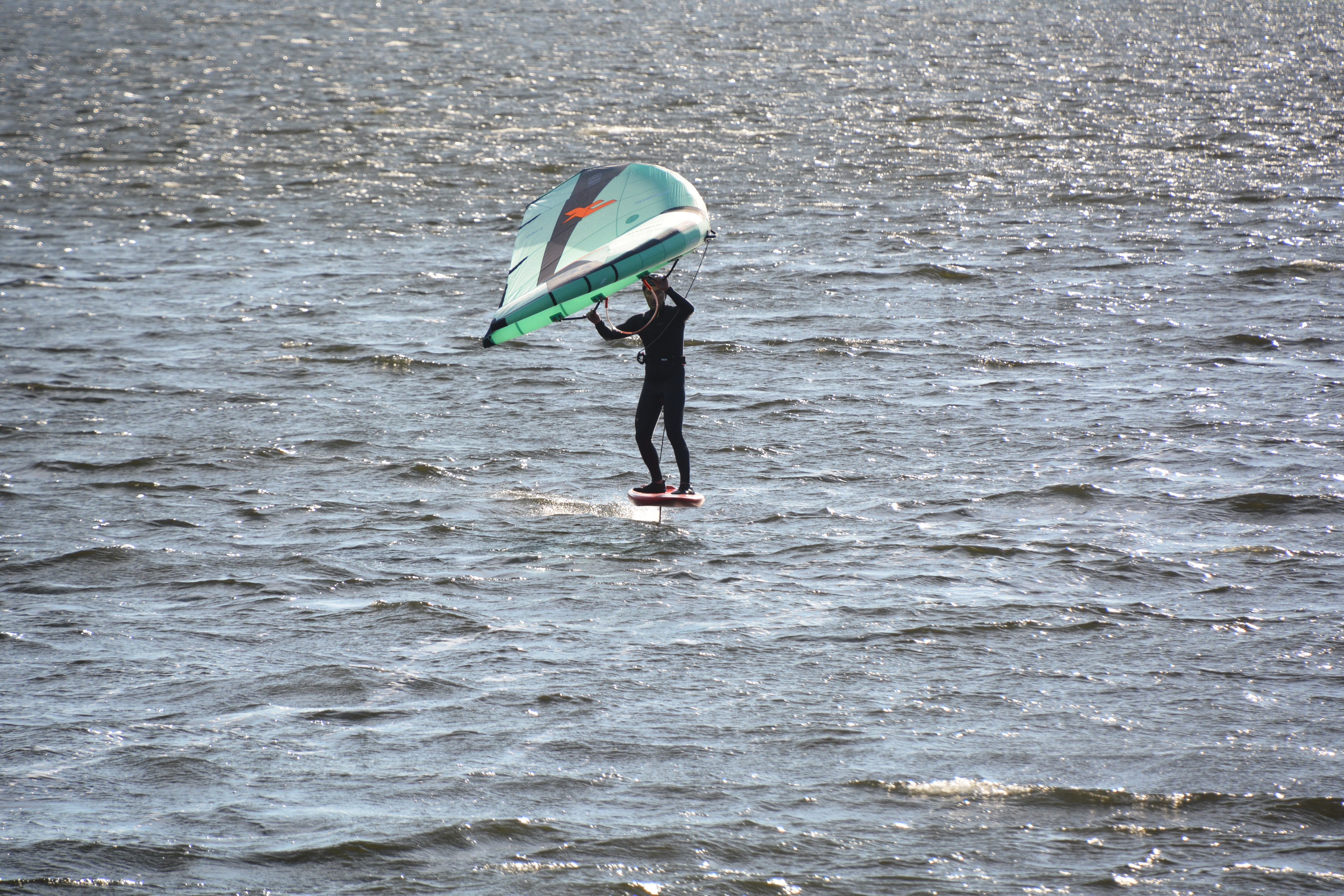
Vindsurfbräda med bärplan

En surfingbräda är en specifikt utformad bräda, ett skrov, som används vid vågsurfing. Den har små fenor för att få lagom grepp i vattnet. Brädan har ofta en fångrem som fästs vid foten att hitta den om/när man trillar. Brädans ovansida brukar vaxas för att ge bättre grepp genom högre friktion.
En vindsurfingbräda består av ett skrov och en rigg. Ekipaget skiljer sig från en segelbåt genom att riggen är förbunden med skrovet via en mjuk (böjlig) led som är fästad längst ned på masten. Leden ansluts sedan till en mastfot som i sin tur sitter i mastboxen på brädans däck. Riggen har heller inga stag eller vant.
Riggen består av segel mast och bom och brädan av skrov med fena och eventuellt ett centerbord.
Fena och centerbord används för att stoppa brädans avdrift i sidled.
Vindsurfing skapades i USA på 1970-talet av några uppfinningsrika surfare som tröttnat på att simma ut med sina vågsurfingbrädor.
Designen av vindsurfing och vågsurfingbrädor skiljer sig till stor del. Inom vindsurfingen finns brädor och riggar för många olika ändamål. Från lättvinds-OS utrustning till speedbrädor eller "hopp och skutt" utrustning.